# Justyna Maruszczak
Justyna Maruszczak (ur. 17 maja 1990 w Gorzowie Wielkopolskim) – polska koszykarka grająca na pozycjach rzucającego obrońcy lub niskiego skrzydłowego. Od sezonu 2007 zawodniczka polskiego klubu Ford Germaz Ekstraklasy – AZS PWSZ Gorzów Wielkopolski.

## Kluby
- 2007-2011 –  AZS PWSZ Gorzów Wielkopolski